# Furuvattnet, Värmland
Furuvattnet är en sjö i Årjängs kommun i Värmland och ingår i Göta älvs huvudavrinningsområde. Sjön är 10,5 meter djup, har en yta på 1,45 kvadratkilometer och är belägen 190 meter över havet. Sjön avvattnas av vattendraget Åsebyälven.

## Delavrinningsområde
Furuvattnet ingår i det delavrinningsområde (659518-129732) som SMHI kallar för Utloppet av Furuvattnet. Medelhöjden är 206 meter över havet och ytan är 5,83 kvadratkilometer. Räknas de 3 avrinningsområdena uppströms in blir den ackumulerade arean 33,3 kvadratkilometer. Åsebyälven som avvattnar avrinningsområdet har biflödesordning 4, vilket innebär att vattnet flödar genom totalt 4 vattendrag innan det når havet efter 265 kilometer. Avrinningsområdet består mestadels av skog (54 procent) och sankmarker (20 procent). Avrinningsområdet har 1,46 kvadratkilometer vattenytor vilket ger det en sjöprocent på 25,1 procent.